# Google Pixel
Google Pixel es una línea de dispositivos electrónicos de consumo de Google los cuales funcionan con el sistema operativo Chrome o Android. La marca Pixel se presentó en febrero de 2013 con la primera generación de Chromebook Pixel. La línea Pixel incluye computadoras portátiles y teléfonos inteligentes, junto con (de 2015 a 2017) la tableta Pixel C. Los dispositivos se pueden comprar a través de Google Store o en tiendas minoristas.
Actualmente se encuentran disponibles las nuevas versiones Google Pixel 9 y Google Pixel 9 Pro.

## Teléfonos

### Pixel y Pixel XL

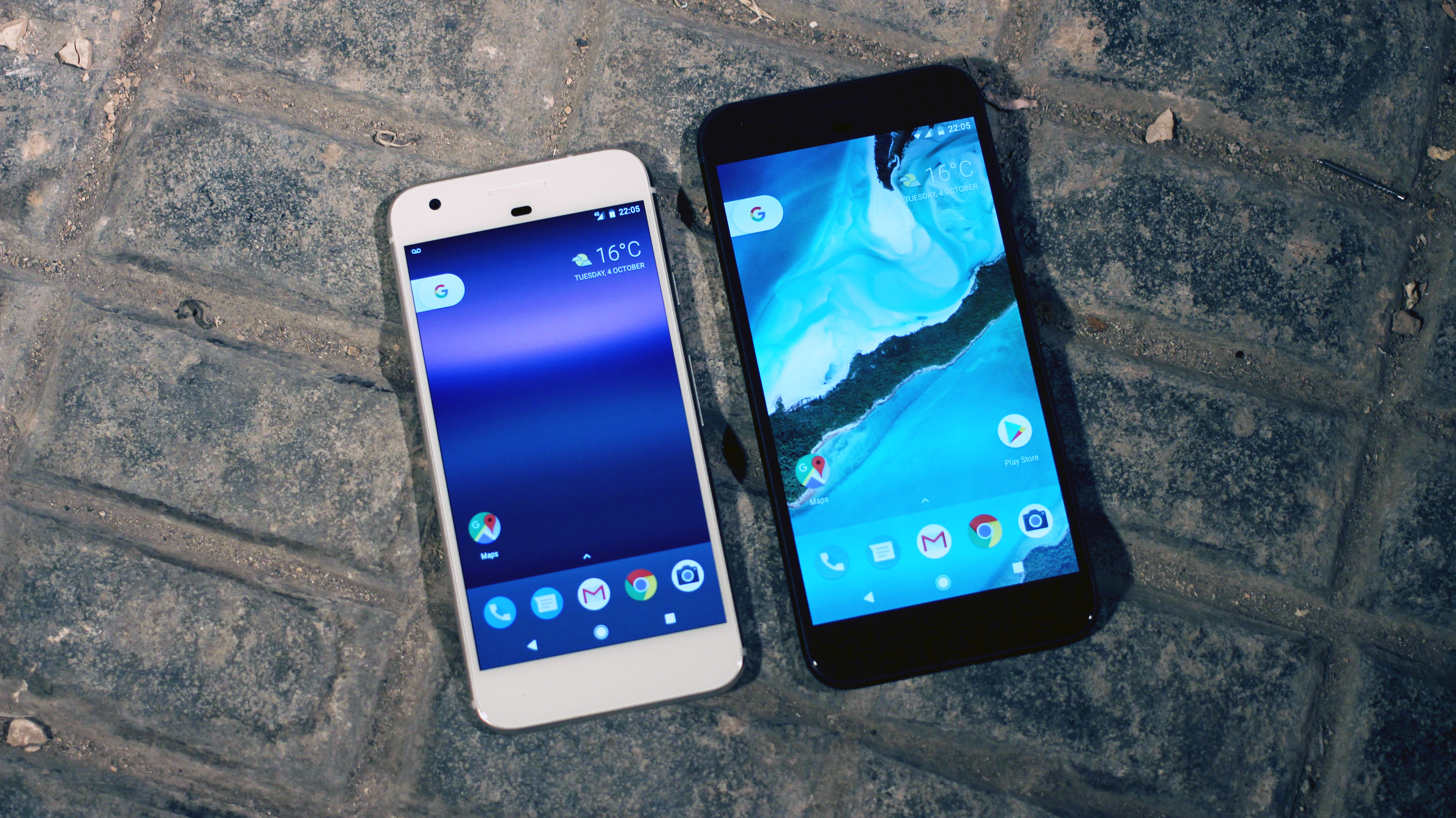
Teléfonos inteligentes Pixel y Pixel XL.

Google anunció la primera generación de teléfonos inteligentes Pixel y Pixel XL, el 4 de octubre de 2016 durante el evento #MadeByGoogle. Originalmente ejecutaron Android 7.1 Nougat. Google enfatizó la cámara en los dos teléfonos, que se clasificó como la mejor cámara de teléfono inteligente en DxOMarkMobile con 90 puntos hasta que HTC lanzó el U11, que también obtuvo 90 puntos. Esto se debe en gran parte a optimizaciones de software como HDR+. Los teléfonos Pixel también incluían almacenamiento en la nube ilimitado para imágenes en Google Fotos, característica eliminada en los Pixel 5a.Luego, eliminada en todas las variantes en los Pixel 6 en posterior. Y desbloquear el gestor de arranque al comprarlo en la tienda oficial de Google.
- Pantalla: AMOLED de 5.0" con resolución de 1080×1920 píxeles (Pixel); pantalla AMOLED de 5.5" con resolución de 1440×2560 píxeles (Pixel XL).
- Procesador: Qualcomm Snapdragon 821.
- Almacenamiento: 32 GB, 64GB, 128 GB, 256 GB y 512 GB
- RAM: 4 GB 8 GB LPDDR4.
- Cámaras: cámara trasera de 12.3 MP con lente f/2.0 y autofoco asistido por láser IR;[8] tamaño de píxel de 1,55 μm.[6][9] Cámara frontal de 8 MP con lente f/2.4.
- Batería: 2,770 mAh (Pixel); 3,450 mAh (Pixel XL); ambos son no extraíbles y tienen carga rápida.
- Colores: Very Silver, Quite Black o Really Blue (Edición Limitada)

### Pixel 2 y Pixel 2XL
Google anunció la serie Pixel 2, que consta de Pixel 2 y Pixel 2 XL, el 4 de octubre de 2017.
- Pantalla: AMOLED de 5.0" con resolución de 1080×1920 píxeles (Pixel 2); pantalla OLED P de 6" con resolución de 1440×2880 píxeles (Pixel 2 XL); Ambas pantallas tienen Corning Gorilla Glass 5.
- Procesador: Qualcomm Snapdragon 835.
- Almacenamiento: 64 GB o 128 GB.
- RAM: 4 GB LPDDR4X.
- Cámaras: cámara trasera de 12.2 MP con lente f/1.8, enfoque automático asistido por láser IR, estabilización de imagen óptica y electrónica; Cámara frontal de 8 MP con lente f/2.4
- Batería: 2,700 mAh (Pixel 2); 3,520 mAh (Pixel 2 XL); ambos son no extraíbles y tienen carga rápida.
- Materiales: diseño de unibody de aluminio con revestimiento híbrido; IP67 agua y resistencia al polvo.
- Colores: Just Black, Clearly White o Kinda Blue (Pixel 2); Just Black o Black & White (Pixel 2 XL).

### Pixel 3 y Pixel 3XL
Google anunció la serie Pixel 3, que consta de Pixel 3 y Pixel 3 XL, el 9 de octubre de 2018
- Pantalla: 6.71in Quad-HD+ (2960x1440) P-OLED con notch, Gorilla Glass 5
- Procesador: Qualcomm Snapdragon 845 octa-core procesador
- Adreno 630 GPU
- 6GB de RAM
- 64GB/128GB almacenamiento (no compatible con microSD)
- 12.2Mp f/1.8 cámara trasera
- 8Mp + 8Mp, f/1.8 cámara frontal dual
- Escáner de huella digital posterior
- IP67 resistencia al agua
- USB-C 3.1
- 3,430mAh batería con carga rápida
- Carga inalámbrica
- 158x76.6x7.9mm
- Disponible solo en negro o en negro y blanco

### Pixel 4 y Pixel 4XL
Google anunció la serie Pixel 4, que consta de Pixel 4 y Pixel 4 XL, Luego de 2 semanas de filtraciones de especificaciones del producto el 15 de octubre de 2019.
- Pantalla: OLED 5,7 pulgadas, Resolución FullHD+, 90 Hz
- Procesador: Snapdragon 855, Pixel Neural Core
- RAM: 6 GB LPDDR4X
- Almacenamiento: 64 GB / 128 GB
- Cámara trasera: 16 MP + 12,2 MP, Zoom óptico 1.8x, OIS Dual
- Cámara frontal: 8 MP angular
- Batería: 2800 mAh, con carga rápida de 18 W y carga inalámbrica
- Conexiones: LTE Cat18, WiFi AC, Bluetooth 5.0, NFC, USB-C
- Motion Sense
- Reconocimiento facial

### Pixel 9 y 9XL
Google anunció la serie Pixel 9, que consta del Pixel 9 y Pixel 9 XL, el 22 de agosto de 2024

## Tabletas

### Pixel C
el Pixel C fue anunciado por Google en un evento el 29 de septiembre de 2015, junto con los teléfonos Nexus 5X y Nexus 6P (entre otros productos). El Pixel C incluye un puerto USB-C y un conector para auriculares de 3,5 mm. El dispositivo se envió con Android 6.0.1 Marshmallow, y más tarde recibió Android 7.x Nougat y Android 8.x Oreo. El Pixel C se suspendió en diciembre de 2017.
- Pantalla: pantalla de 10.2" con resolución de 2560×1800 píxeles.
- Procesador: NVIDIA Tegra X1.
- Almacenamiento: 32 o 64 GB.
- RAM: 3 GB.
- Cámaras: cámara trasera de 8 MP; Cámara frontal de 2 MP.
- Batería: 9000 mAh (no extraíble).

## Portátiles

### Chromebook Pixel (2013)

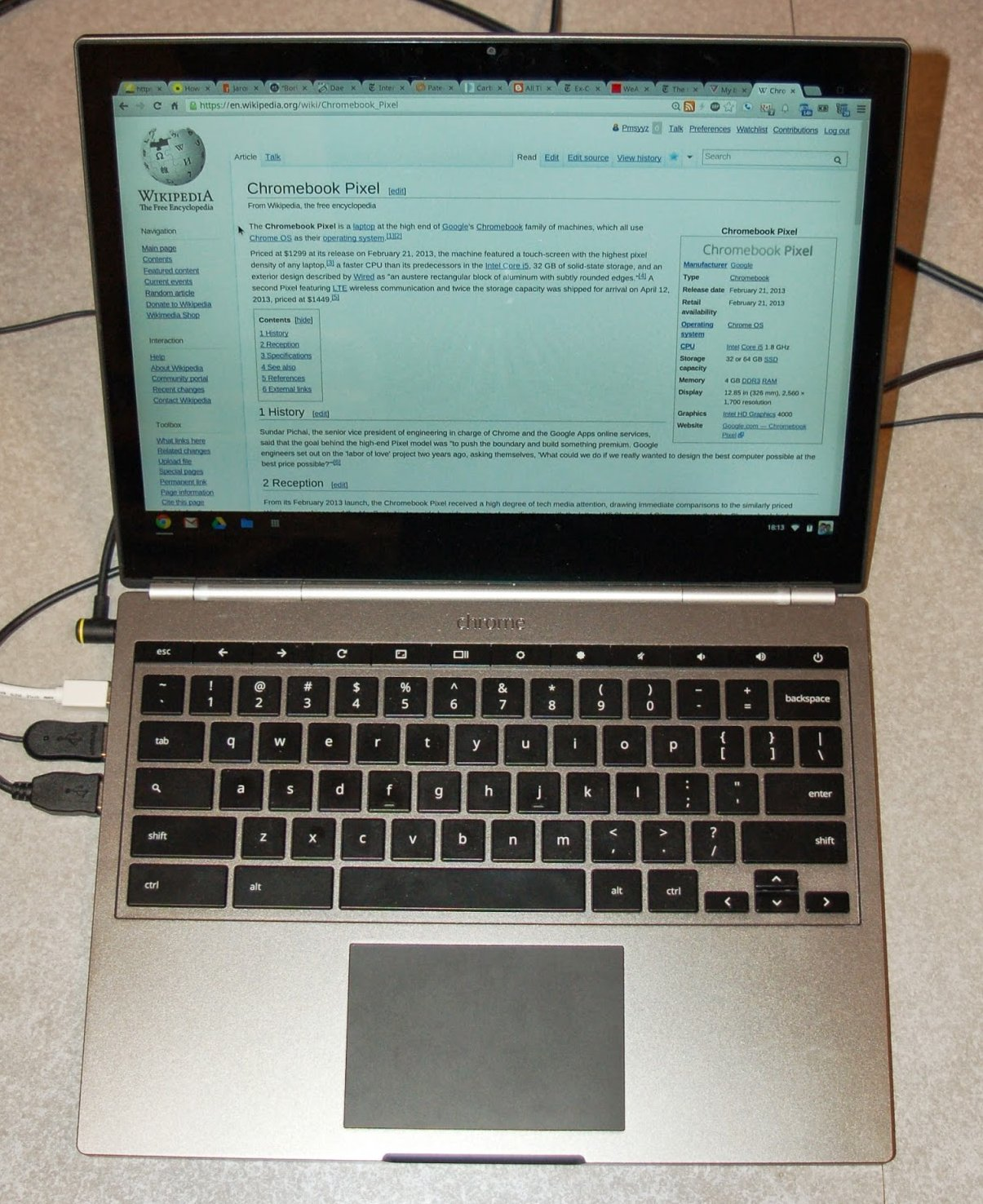
Chromebook Pixel (2013).

Google anunció la primera generación de Chromebook Pixel en una publicación de blog el 21 de febrero de 2013. La computadora portátil incluye un lector SD/multi-card, Mini DisplayPort, una combinación de auriculares/micrófono, y 2 puertos USB 2.0. Algunas de las otras características del dispositivo incluyen un teclado retroiluminado, un "trackpad de vidrio grabado al tacto que se puede hacer clic completamente", altavoces estéreo integrados y dos micrófonos incorporados.
- Pantalla: pantalla de 12.85" con resolución de 2560×1700 píxeles.
- Procesador: 3.ª generación (Ivy Bridge) Procesador Intel Core i5.
- Almacenamiento: 32 GB de almacenamiento interno y 1 TB de almacenamiento en Google Drive durante 3 años.
- RAM: 4 GB.
- Batería: 59 Wh.

### Chromebook Pixel (2015)
El 11 de marzo de 2015, Google anunció la segunda generación del Chromebook Pixel en una publicación de blog. La computadora portátil incluye dos puertos USB-C, dos puertos USB 3.0, una ranura para tarjeta SD y una combinación de conector para auriculares/micrófono. El dispositivo también tiene un teclado retroiluminado, un "trackpad de vidrio con capacidad de pulsación múltiple", "parlantes estéreo incorporados" y dos micrófonos incorporados, entre otras características.
Google suspendió la versión 2015 del Chromebook Pixel el 29 de agosto de 2016.
- Pantalla: pantalla de 12.85" con resolución de 2560×1700 píxeles.
- Procesador: procesador Intel Core i5 o i7 de 5.ª generación (Broadwell).
- Almacenamiento: 32 o 64 GB de almacenamiento interno y 1 TB de almacenamiento en Google Drive durante 3 años.
- RAM: 8 o 16 GB.
- Batería: 72 Wh.

### Pixelbook
El 4 de octubre de 2017, Google lanzó la tercera generación del Chromebook Pixel, llamado Google Pixelbook, en su evento Made by Google 2017.
- Pantalla: pantalla de 12.3" con resolución de 2400×1600 píxeles (235 ppp).
- Procesador: Procesador Intel Core i5 o i7 de 7.ª generación (Kaby Lake).
- Almacenamiento: 128, 256 o 512 GB de almacenamiento interno.
- RAM: 8 o 16 GB.

## Accesorios

### Pixel Buds
En el evento de hardware de Google de octubre de 2017, se presentaron un conjunto de auriculares inalámbricos junto con los teléfonos inteligentes Pixel 2. Los auriculares están diseñados para teléfonos con Android Marshmallow o superior, y trabajan con el Asistente de Google. Además de la reproducción de audio y las llamadas de respuesta, las almohadillas admiten la traducción en 40 idiomas a través de Google Translate. Los auriculares pueden emparejarse automáticamente con Pixel 2 con la ayuda del Asistente de Google y "Cercanos". Los Pixel Buds están disponibles en los colores Just Black, Clearly White y Kinda Blue. Los auriculares tienen una capacidad de batería de 120 mAh, mientras que el estuche de carga que viene con los Pixel Buds tiene una capacidad de batería de 620 mAh. Los auriculares tienen un precio de $159.

### Pixelbook Pen
Junto con el lanzamiento de Pixelbook en octubre de 2017, Google anunció Pixelbook Pen, un lápiz táctil para usar con Pixelbook. Tiene sensibilidad a la presión y soporte para el Asistente de Google. El Pen está alimentado por una batería AAAA reemplazable y tiene un precio de US$99.